# Autostrade in Repubblica Ceca

I percorsi autostradali sono segnalati con cartelli di colore blu e non sono interrotti da barriere autostradali. Il pedaggio, come in altre nazioni tra le quali l'Austria, la Svizzera, e la Slovacchia avviene tramite il pagamento di una vignetta, acquistabile facilmente nei principali valichi di frontiera.

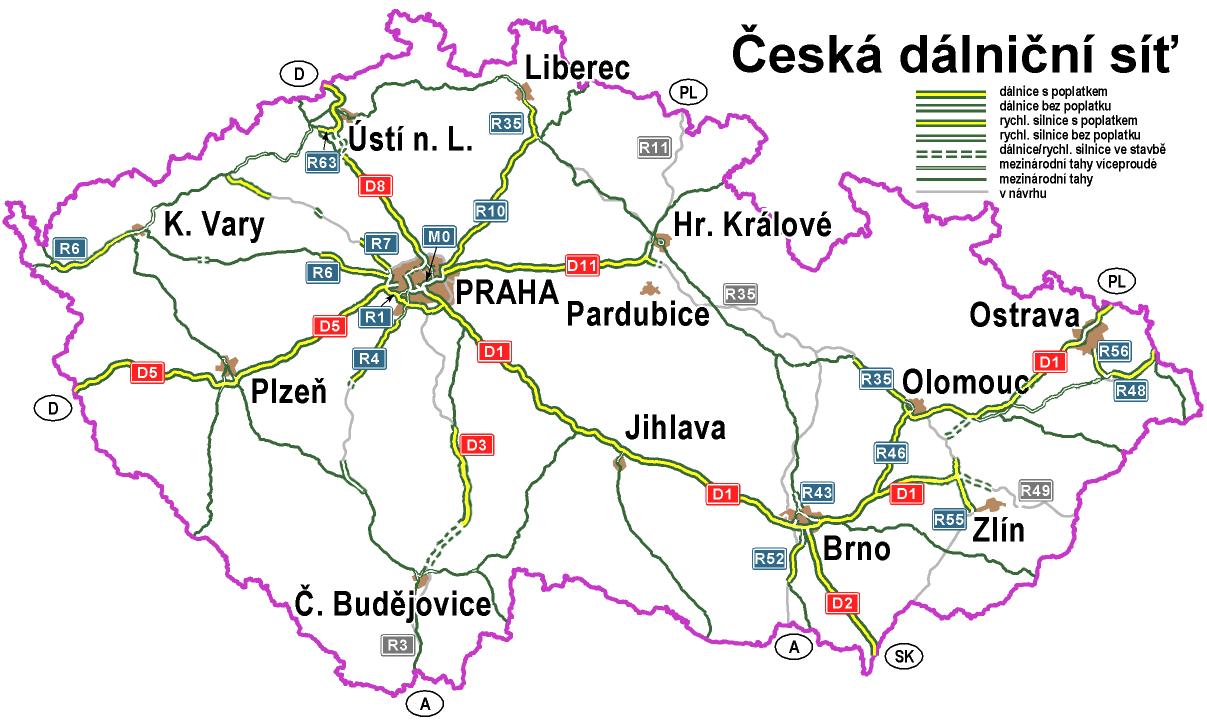
Le autostrade della Repubblica Ceca al 2015

## Elenco
| Numero | Percorso                                                | Note                    |
| ------ | ------------------------------------------------------- | ----------------------- |
| D0     | raccordo anulare di Praga                               | in parte in costruzione |
| D1     | Praga - Brno - Ostrava - confine polacco                | in parte in costruzione |
| D2     | Brno - confine slovacco                                 |                         |
| D3     | Praga - České Budějovice - confine austriaco            | in parte in costruzione |
| D4     | Praga - Příbram                                         | in parte in costruzione |
| D5     | Praga - Plzeň - confine tedesco                         |                         |
| D6     | Praga - Karlovy Vary - Cheb - confine tedesco           | in parte in costruzione |
| D7     | Praga - Louny - Chomutov                                | in parte in costruzione |
| D8     | Praga - Ústí nad Labem - confine tedesco                |                         |
| D10    | Praga - Mladá Boleslav - Turnov                         |                         |
| D11    | Praga - Hradec Králové - confine polacco                | in parte in costruzione |
| D35    | Hradec Králové - Olomouc - Lipník nad Bečvou            | in parte in costruzione |
| D43    | Brno - Moravská Třebová                                 | in costruzione          |
| D46    | Vyškov - Olomouc                                        |                         |
| D48    | Bělotín - Frýdek-Místek - Český Těšín - confine polacco | in parte in costruzione |
| D49    | Hulín - Zlín - Střelná - confine slovacco               | in costruzione          |
| D52    | Brno - Pohořelice - Mikulov - confine austriaco         | in parte in costruzione |
| D55    | Olomouc - Přerov - Hulín - Břeclav                      | in parte in costruzione |
| D55    | Ostrava - Frýdek-Místek                                 | in parte in costruzione |